# Katalin Juhász
Katalin Juhász   (Hódmezővásárhely, 24 de novembre de 1932) és una tiradora d'esgrima hongaresa, especialista en floret, que va competir durant les dècades de 1950 i 1960.
El 1960 va prendre part en els Jocs Olímpics d'Estiu de Roma, on va guanyar la medalla de plata en la prova del floret per equips del programa d'esgrima. Quatre anys més tard, als Jocs de Tòquio, guanyà la medalla d'or en la mateixa prova, mentre en la prova del floret individual fou cinquena.
En el seu palmarès també destaquen set medalles al Campionat del món d'esgrima, tres d'or, dues de plata i dues de bronze, entre les edicions de 1959 i 1967.